# 克丽·西蒙兹
克丽·西蒙兹（英語：Kerry Simmonds，1989年4月3日—），美国女子赛艇运动员。她曾代表美国参加2016年夏季奥林匹克运动会赛艇比赛，获得女子八人单桨有舵手金牌。